# هنری جی. برکوئیست
هنری جوزف برکوئیست (Henry Joseph Berquist) (زادهٔ ۲۶ فوریه ۱۹۰۵ – درگذشتهٔ ۱ می ۱۹۹۰)، سیاستمدار اهل ایالات متحده بود. او که عضو حزب ترقی‌خواه ویسکانسین بود، برای سه دوره از شهرستان‌های فلورانس، فارست و اونیدا در مجلس نمایندگان ویسکانسین (۱۹۳۷ – ۱۹۴۲ میلادی) نمایندگی کرد. وی برای اینکه در جنگ جهانی دوم خدمت نماید از سمت نمایندگی استعفا داد، در جریان نبرد آردن مجروح گردیده و اسیر شد. پس از پایان جنگ، او از سوی حزب ترقی‌خواه شاخه هنری والاس در انتخابات ۱۹۴۸ فرمانداری ایالات ویسکانسین به عنوان نامزد معرفی گردید، اما انتخاب نشد. در سال‌های اواخر زندگی خود، وی به یکی از دموکرات‌های سرسخت مبدل گردیده و برای مسائل بزرگتر دادخواهی نمود.

## اوایل زندگی
او در مینیاپولیس، مینه‌سوتا متولد شده و در همان‌جا آموزش دید. وی به ویسکانسین منتقل شده و به‌طور فعال در صنعت دامپروری خز دخیل شد؛ وی یکی از برگزارکنندگان ملی و معاون انجمن خز پروران آمریکا بوده و همچنین به عنوان کارتونیست در ماهنامه محلی آنها کار می‌کرد. وی در ۱۹۳۴ میلادی شامل کالج فارم و لیبر در تامهاوک شده و پس از اتمام کالج به عنوان سرپرست و سرکارگر کارگران در شرکت نورتلندز پکینگ در رایلندر استخدام شد.

## سمت‌های انتخابی
همچنین در ۱۹۳۴ میلادی، برکوئیست برای نخستین بار تلاش نمود تا به عنوان نماینده مجلس سنای ویسکانسین انتخاب گردید، در این انتخابات وی متصدی دموکرات نیل مک‌ایاچین را از حوزه انتخابیه فلورانس-فارست-اونیدا به چالش کشید. در همان حال، مک‌ایاچین نیز در همان سال با چالش‌های در انتخابات مقدماتی جمهوری‌خواهان مواجه شده بود، چون تضاد قابل‌توجه حزبی میان وی و فرماندار البرت جی. اسکمدیمان – همچنین یک دموکرات – روی برنامه‌های کنترل ایالتی مرتبط با قانون الکل پس از لغو ممنوعیت الکل در ایالات متحده، بروز نموده بود. برکوئیست به عنوان یک نامزد سوسیالیست وارد انتخابات شده و در انتخابات سراسری با تفاوت زیاد در رده چهارم قرار گرفت.
نامزد حزب ترقی‌خواه ویسکانسین، هرمن ال. کرونسکنابل برنده انتخابات از این حوزه شده بود، اما تنها دو سال بعد کرونسکنابل اعلام نمود که وی برای بار دوم در انتخابات مجلس نمایندگان شرکت نکرده بلکه در انتخابات مجلس سنای ویسکانسین خود را نامزد خواهد کرد. برکوئیست تصمیم گرفت تا برای بار دوم وارد مبارزات انتخابات شود، اما این بار از سوی حزب ترقی‌خواه. در نهایت، چهار نامزد در انتخابات مقدماتی حزب ترقی‌خواه وارد رقابت شدند. برکوئیست با دریافت ۳۳٪ آرا در انتخابات مقدماتی، با تفاوت اندک توانست پیروز شود – و از نظر تعداد آرا، به‌طور تقریبی وی همان تعداد رأی کسب کرد که در انتخابات سراسری ۱۹۳۴ بدست آورده بود. برکوئیست در انتخابات‌های ۱۹۳۸ و ۱۹۴۰ مجدداً به عنوان نماینده انتخاب گردید.
هنگام حضور در مجلس، برکوئیست به عنوان رهبر فراکسیون حزب ترقی‌خواه انتخاب گردیده و به عنوان مسئول کمیته ویژه و مشترک تحقیقات در مورد بهره‌برداری از مناطق شمالی ایالت گماشته شد.
در ۱۹۴۲ میلادی، برکوئیست نامزدی خود در سمت معاون فرماندار ویسکانسین را از تکت انتخاباتی حزب ترقی‌خواه ویسکانسین اعلام نموده و همزمان از سیاست‌های اقتصادی و جنگی اداره روزولت به‌طور قوی حمایت نمود. در انتخابات مقدماتی، وی با سناتور ایالتی فیلیپ. ای. نیلسون، جمهوری‌خواه پیشین که از گوشه شمال‌غربی ایالت نمایندگی می‌کرد، مواجه شد. در انتخابات مقدماتی سپتامبر، نیلسون با دریافت ۷۱٪ آرا به‌طور قاطعانه پیروز شد. اما، چون نیلسون از قبل در هیئت تولیدات جنگی فدرال گماشته شده بود، وی در شب کنوانسیون ایالتی حزب ترقی‌خواه از نامزدی خود انصراف داد. در ۵ اکتبر، حزب ترقی‌خواه به‌طور رسمی هنری برکوئیست را بجای نیلسون نامزد کرد.
در انتخابات سراسری، برکوئیست از سوی متصدی معاون فرماندار والتر ساموئل گودلند شکست داده شد. این می‌توانست یک انتخابات سرنوشت ساز برای برکوئیست باشد، چون برنده انتخابات فرمانداری، ترقی‌خواه اورلاند استین لومیز یک ماه پیش از آغاز خدمت بر اثر ایست قلبی درگذشت و معاون فرماندار، جمهوری‌خواه گودلند، به عنوان فرماندار سوگند وفاداری یاد گرد.

## خدمت در جنگ جهانی دوم
قبل از حمله به پرل هاربر، حزب ترقی‌خواه از خط‌مش قوی عدم مداخله پیروی نموده و تأکید داشت که بهترین استراتژی برای ایالات متحده در این عصر این است تا به قدرت داخلی خود بافزاید. در جریان خدمت در مجلس نمایندگان ویسکانسین، برکوئیست به عنوان یک صلح‌جو و انزواطلب سرسخت پنداشته می‌شد – حتی در یک مقطعی وی از ممنوعیت اسباب بازی به گونه سرباز و اسلحه حمایت نموده و اظهار داشت که، احتمالاً برداشتن برخی از دلفریبی‌های جنگ از نزد کودکان ممکن است احتمال جنگ‌های آینده را کاهش دهد. با این وجود، تنها چند هفته پس از شکست در انتخابات ۱۹۴۲، برکوئیست از کرسی مجلس نمایندگان استعفا داده و در ارتش ایالات متحده ثبت نام نمود تا در جنگ جهانی دوم خدمت نماید. با وجود اینکه سن وی نزدیک به ۳۸ سال بود، برکوئیست به عنوان یک سرباز پیاده وارد خدمت شده و همراه با هنگ زرهی پیاده‌نظام ۵۲ام، لشکر زرهی ۹ام، به پایگاه فورت رایلی در کانزاس اعزام گردید. وی هنگام حضور در فورت رایلی نامهٔ به پسر نوجوان خود نوشته و دلایل غیبت خود و علت حضور در این جنگ را تشریح نمود، نامهٔ که به‌طور گسترده بازنشر شد. وی در بهار ۱۹۴۳ به درجه نظامی سرجوخه ترفیع نموده و در طول سال همراه با هنگ خود در کالیفرنیا، میزوری و لوئیزیانا آموزش می‌دید. وی در تابستان ۱۹۴۴ به درجه گروهبان ترفیع کرد.
پس از پیاده‌سازی در نرماندی، او و یگان وی در ماه اوت به انگلستان اعزام گردیده و در ماه سپتامبر به نرماندی رسیدند. آنها برای نخستین بار در اواخر اکتبر، در جریان پیشروی نیروهای متفقین از پاریس به راین، به خط مقدم نبرد اعزام گردیدند. در جریان ضدحمله تهاجمی آلمان در دسامبر ۱۹۴۴ که معروف به نبرد آردن است، بورکویست در لوکزامبورگ مستقر بود و در جریان جنگ اسیر گرفته شد. در ۱۸ دسامبر ۱۹۴۴ برای نخستین بار اعلام شد که وی ناپدید شده‌است، اما تا آوریل ۱۹۴۵ از اسیر بودن وی هیچ اطلاعی در دسترس نبود تا اینکه به وی اجازه داده شد تا نامه‌ای به همسر خود نوشته و او را از وضعیت خود آگاه سازد. برکوئیست تا ماه مه ۱۹۴۵ در پایگاه اسرای جنگی آلمان اسیر بود تا اینکه این پایگاه توسط ارتش سوم ژنرال جرج اس. پتن آزاد گردید. نشان پرپل هارت، مدال رفتار نیک، مدال رزمندگی ارتش اروپا با دو ستاره خدمت، نشان پیاده‌نظام جنگی و تقدیرنامه یگان ریاست جمهوری به وی اعطاء گردید.

## پیکارهای پساجنگ
برکوئیست در ژوئن ۱۹۴۵ به ویسکانسین برگشت و سخنرانی در مورد تجربیات خود از جنگ در جلسات مجلس سنا و مجلس نمایندگان ویسکانسین ایراد نمود. وی در مورد بی‌رحمی آلمان‌ها صحبت کرد، نمایندگان را تشویق نمود تا از کهنه‌سربازان جنگ حمایت نمایند و هشدار داد که «در آمریکا نباید دموکراسی را به چند دسته تقسیم نماییم».
در ۱۹۴۶ میلادی، حزب ترقی‌خواه ویسکانسین که از ۱۹۳۶ میلادی تا آن زمان خانه سیاسی برکوئیست بود، به نفع انحلال و بازگشت به حزب جمهوری‌خواه ویسکانسین رأی داد، با این هدف که خط‌مش آن حزب را بیشتر به سوی ترقی‌خواهی هدایت نمایند. این چرخش تحت رهبری ترقی‌خواه دیرین و سناتور ایالات متحده رابرت ام. لا فولت جونیور انجام شد، کسی که اتحاد با حزب جمهوری‌خواه را تنها راه برای انتخاب مجدد می‌دید. برخلاف وی، برکوئیست در کنوانسیون ترقی‌خواهان به نفع الحاق این حزب به حزب دموکرات سخن گفت؛ یک هفته بعد، برکوئیست اعلام نمود که تصمیم دارد تا از سوی حزب دموکرات به عنوان نماینده حوزه انتخابیه دهم ویسکانسین خود را در انتخابات مجلس نمایندگان ایالات متحده نامزد نماید. برکوئیست نامزدی خود را با فرستادن نامهٔ سرگشاده به سناتور لا فولت اعلام نموده و در این نامه تشریح نمود که روزولت، ترومن و والاس نسبت به جمهوری‌خواهان، به مراتب سازگاری بیشتری به آرمان‌های حزب ترقی‌خواه دارند. وی لا فولت را متهم نمود که با ارتجاع‌طلبان حزب همدست شده و آرمان‌های حزبی را قربانی اهداف شخصی خود نموده‌است. در نهایت، لا فولت انتخابات را به نامزد جمهوری‌خواه جوزف مک‌کارتی واگذار نموده و برکوئیست در انتخابات سراسری در مقابل متصدی الوین او کونسکی شکست خورد.